# Rotterdam-Klasse
Die Rotterdam-Klasse ist eine Klasse von Amphibious Transport Docks der Königlich Niederländischen Marine. Die beiden Schiffe, Zr. Ms. Rotterdam und Zr. Ms. Johan de Witt, sind nach der Zr. Ms. Karel Doorman die größten Schiffe der niederländischen Marine und bilden das Rückgrat der amphibischen Streitkräfte des Korps Mariniers. Die Johan de Witt verfügt zudem über erweiterte Führungselektronik und Stabsräume und kann als Verbandsflaggschiff eingesetzt werden.

## Planung und Bau
Die Planungen für amphibische Schiffe reichen beim Korps Mariniers zurück bis in die 1950er Jahre. Anfang der 1980er Jahre erkannte dann auch die Führung der niederländischen Marine den Bedarf nach einem Kriegsschiff für amphibische Kriegsführung. 1984 wurde mit den ersten Entwürfen begonnen, 1988 wurde ein Planungsstab eingerichtet, der die genauen Spezifikationen festlegen sollte. Zwei Jahre später, 1990, zeigte auch die spanische Regierung Interesse an zwei solchen Schiffen für die spanische Marine. Im Juni 1992 wurde ein Memorandum unterzeichnet, dass die Zusammenarbeit bei Planung und Bau der Schiffe festlegte. Im Januar 1993 wurde mit der Ausarbeitung der genauen Spezifikationen begonnen, diese waren Ende 1993 festgelegt. Die spanischen Schiffe wurden als Galicia-Klasse bei der Bazan-Werft gebaut. Am 30. Juni 1993 genehmigte das niederländische Parlament die Aufnahme von Vertragsverhandlungen mit der Royal-Schelde-Werft in Vlissingen für den Bau eines Schiffes. Am 1. April 1994 waren die Vertragsbedingungen festgelegt, am 25. April wurde der Bauvertrag unterzeichnet. Die Kiellegung der Hr. Ms. Rotterdam erfolgte am  25. Januar 1996, im Februar 1997 wurde sie zu Wasser gelassen und am 18. April 1998 bei der niederländischen Marine in Dienst gestellt. 1999 gab die niederländische Regierung dann bekannt, dass 2002 ein zweites, modifiziertes Schiff der Klasse geordert werden sollte. Die Johan de Witt sollte als Flaggschiff auch Stabsräume zur Führung einer Combined Joint Task Force besitzen. Sie wurde am 18. Juni 2003 bei Royal-Schelde auf Kiel gelegt, lief am 13. Mai 2006 vom Stapel und wurde am 30. November 2007 in Dienst gestellt.

## Einheiten
Beide wurden bei Royal Schelde in Vlissingen gebaut.
| Kennung | Name                  | Kiellegung      | Stapellauf       | Indienststellung  |
| ------- | --------------------- | --------------- | ---------------- | ----------------- |
| L800    | Zr. Ms. Rotterdam     | 25. Januar 1996 | 22. Februar 1997 | 18. April 1998    |
| L801    | Zr. Ms. Johan de Witt | 18. Juni 2003   | 13. Mai 2006     | 30. November 2007 |

## Technik

### Rumpf und Antrieb
Der in Modularbauweise gebaute Rumpf der Rotterdam ist 166,20 Meter lang, das Schwesterschiff Johan de Witt mit 176,35 Metern gut zehn Meter länger. Die Breite der Rotterdam beträgt 27 Meter, die ihres Schwesterschiffs 29,20 Meter. Der Tiefgang beträgt bei beiden Schiffen durchschnittlich 5,90 Meter, die Verdrängung liegt bei 12.750 Tonnen bei der Rotterdam respektive 16.500 Tonnen bei der Johan de Witt. Der Antrieb erfolgt bei beiden Schiffen dieselelektrisch. Vier Stork-Wärtsila-Dieselmotoren mit insgesamt 19.800 PS (12 MW) Leistung sind an Generatoren gekoppelt, die den Strom für die vier Holec-Elektromotoren erzeugen, die mit 16.320 PS die beiden Wellen mit je einem Verstellpropeller antreiben. Die Höchstgeschwindigkeit beträgt 18 bis 20 Knoten, die Reichweite liegt bei über 6.000 Seemeilen bei 12 Knoten Marschgeschwindigkeit.

### Kapazitäten

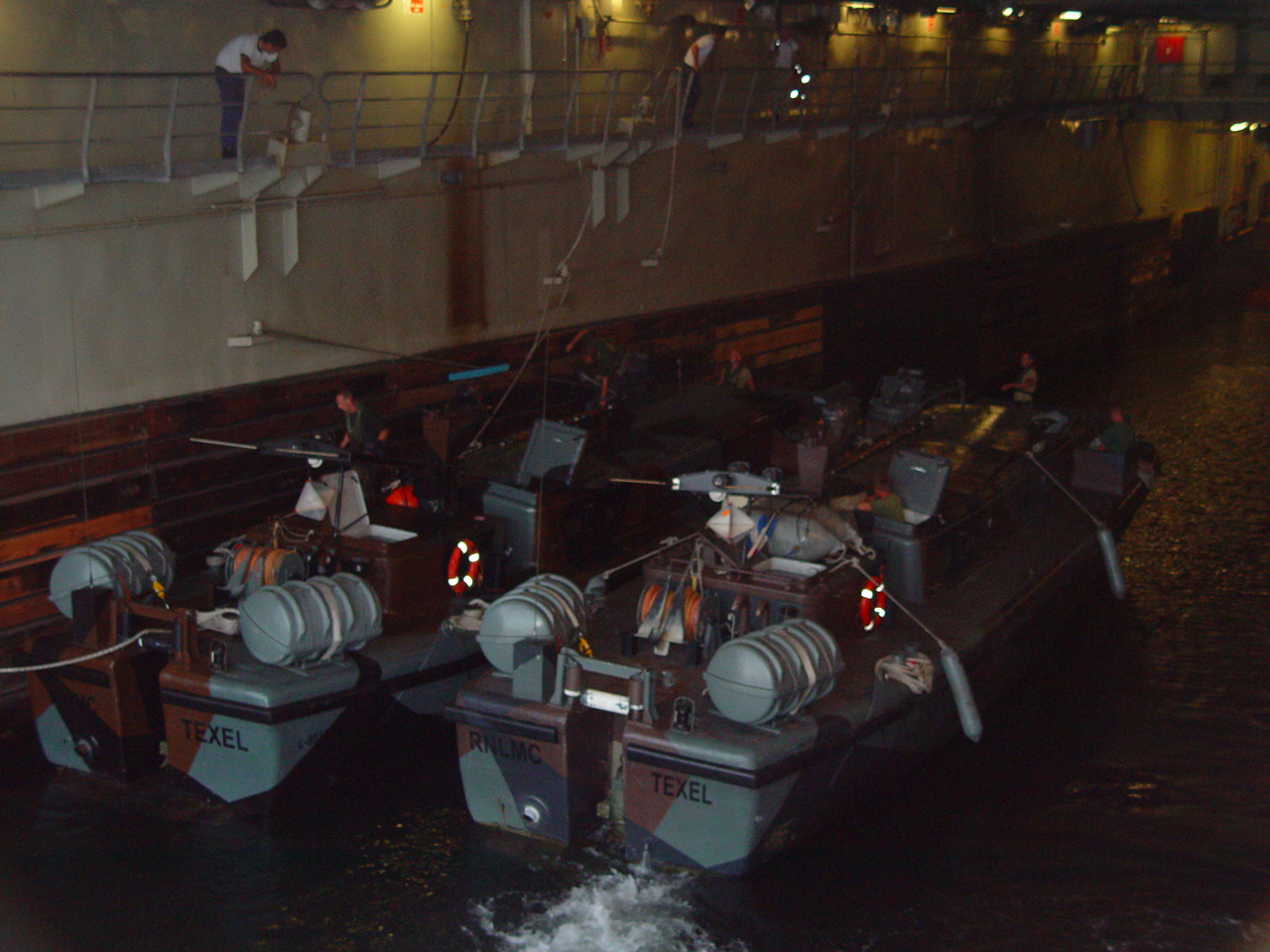
Blick in das Welldeck der Rotterdam

Die Schiffe verfügen über ein 56 × 25 Meter großes Hubschrauberlandedeck, auf dem zwei Hubschrauber gleichzeitig starten und landen können. Der Hangar bietet Platz für vier große Hubschrauber vom Typ EH 101 oder sechs mittlere Hubschrauber wie dem SeaKing oder dem NH90. Das Deck der Johan de Witt wurde verstärkt, um auch CH-47-Hubschrauber tragen zu können. Der Hangar verfügt zudem über umfangreiche Einrichtungen zur Wartung und Reparatur der eingeschifften Hubschrauber.
Den hinteren Bereich der unteren Decks nimmt ein Welldeck ein, das auf eine Tiefe von 2,2 Metern geflutet werden kann. Das Deck bietet Platz für sechs LCVP oder vier größere LCU, die zwei Schützenpanzer oder drei Lastkraftwagen transportieren können. Auf 902 Quadratmetern interner Fahrbahnen können zudem weitere Fahrzeuge eingeschifft werden. Insgesamt können an Bord bis zu 30 Kampfpanzer oder 90 Transportpanzer eingeschifft werden.
Die Schiffe verfügen über Unterkünfte für ein Bataillon des Korps Mariniers (611 Soldaten). Die Johan de Witt kann zudem noch 400 Mann Stabspersonal unterbringen. Ein voll ausgerüstetes Krankenhaus mit 10 Intensivplätzen, Röntgeneinrichtungen und Operationssälen kann bis zu 100 Verwundete gleichzeitig versorgen.

### Bewaffnung und Elektronik
Die Schiffe verfügen nur über Defensivbewaffnung. Zwei Goalkeeper-CIWS verteidigen die Schiffe gegen anfliegende Lenkflugkörper, sie werden durch vier SRBOC-Werfer unterstützt. Zur Abwehr von Schnellbooten und kleinerer Oberflächenziele können Maschinengewehre und -kanonen an Bord montiert werden. Ein AN/SLQ-25 Nixie soll Torpedos ablenken.
Zur Luftaufklärung verfügt die Rotterdam über ein DA08-3D-Radar von Thales Nederlands, die Johan de Witt besitzt ein VARIANT 2-D mk2-Radar. Ein Kelvin Hughes ARPA zur Oberflächenüberwachung, ein Infrarot-Suchsystem sowie zwei Navigationsradare vervollständigen die Aufklärungseinrichtungen.
Das Command&Control-System der Schiffe basiert auf dem amerikanischen US Joint Maritime Command Information System und verfügt über Link 11- und Link 16-Datenverbindung, Satellitenkommunikation und 14 Konsolen, die auch die Schiffsführung überwachen. Das System ermöglicht es, vom Schiff aus einen kompletten amphibischen Verband inklusive aller Luft- und Seefahrzeuge zu führen.